# 시어서커

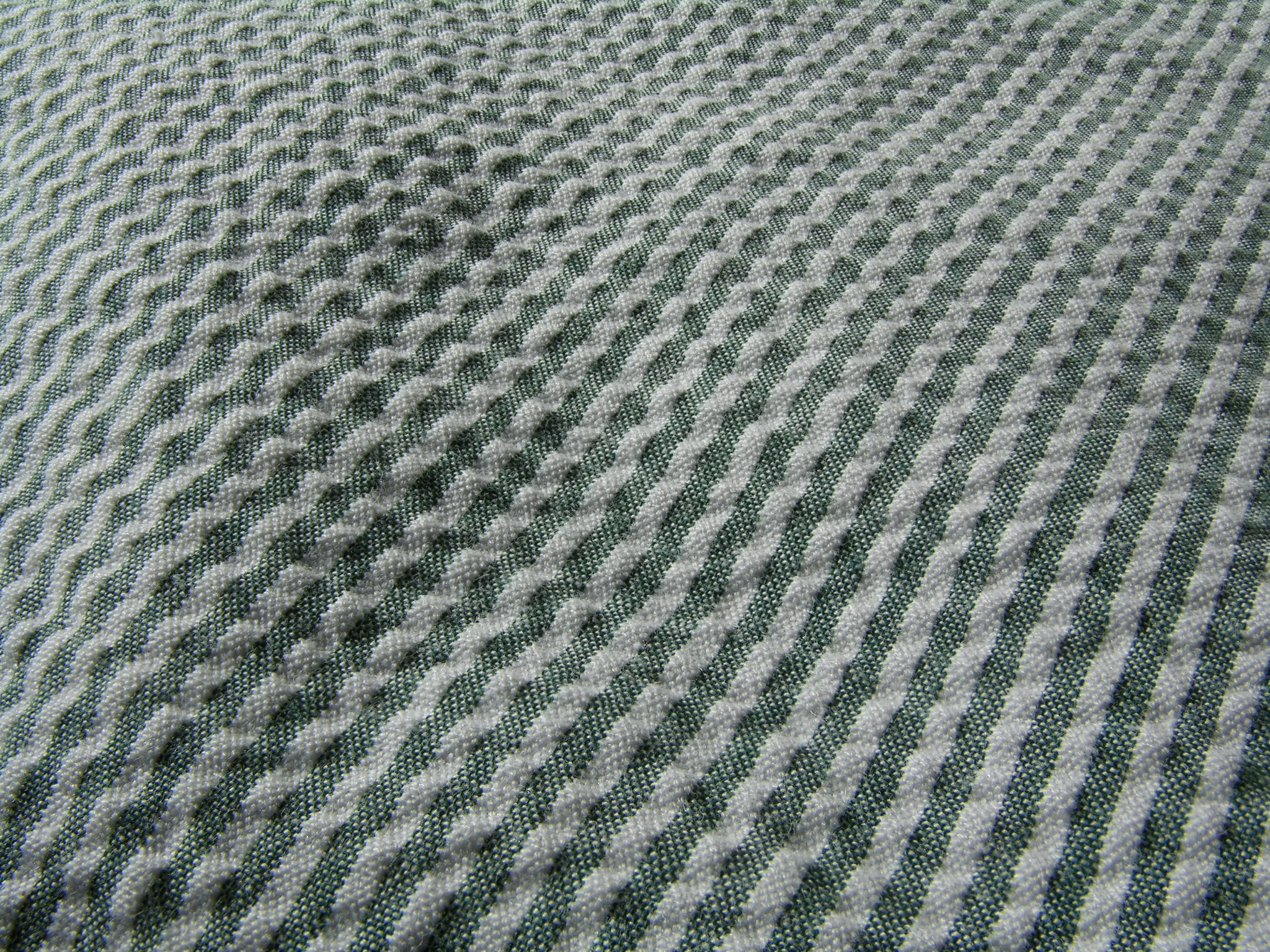
시어서커

시어서커(Seersucker)는 오글오글한 주름을 줄무늬처럼 짜낸 평직의 천이다. 여성, 아동용 하복지이며, 면직물이 많다.